# 1050

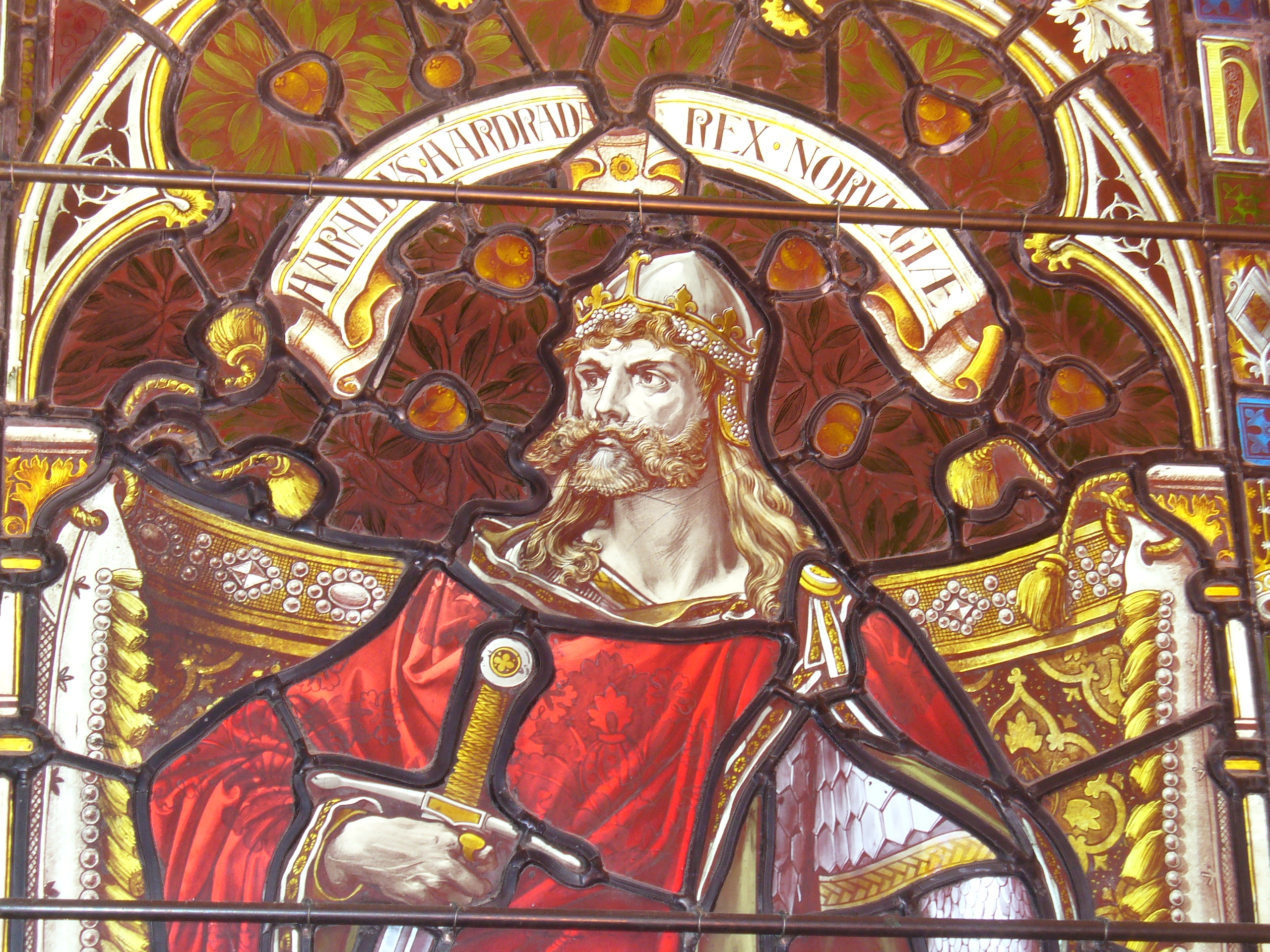
Harald III (Sigurdsson) (1015 - 1066)

Het jaar 1050 is het 50e jaar in de 11e eeuw volgens de christelijke jaartelling.

## Gebeurtenissen

### Europa
- Hedeby, een belangrijke Deense handelsnederzetting in Jutland, wordt door Noorse Vikingen onder leiding van koning Harald III (Sigurdsson) geplunderd. Dit gebeurt tijdens een troonopvolgingsconflict tussen zijn rivaal koning Sven II ("de Jongere"). Hierna volgen jaarlijkse plundertochten over en weer, die vooral in Denemarken grote schade zullen veroorzaken.[1][2]
- Koning Anund Jacob overlijdt na een regeerperiode van 28-jaar. Hij wordt opgevolgd door zijn oudere halfbroer Emund ("de Oude") als heerser van Zweden.[3]

### Engeland
- Koning Eduard de Belijder verenigt het Engelse bisdom van Devon en Cornwall. Hij verplaatst de zetel van Crediton (de geboorteplaats van Bonifatius) naar Exeter en geeft opdracht tot de bouw van een kathedraal.[4]

### Religie
- De brouwerij van abdij van Weltenburg in het bisdom Regensburg (huidige Duitsland) wordt voor het eerst genoemd, wat het een van de oudste nog werkende brouwerijen ter wereld maakt (waarschijnlijke datum).[5]
- Zomer - Macbeth ("de Edelmoedige"), koning van Schotland, maakt een pelgrimstocht naar Rome.[6][7]
- 26 juni - De Paulusabdij, een voormalig benedictijner abdij, wordt in Utrecht ingewijd.
- Eerste schriftelijke vermeldingen van Deftinge, Neurenberg, Piétrebais en Velzeke.

## Geboren
- 11 november - Hendrik IV, koning en keizer van Duitsland (overleden 1106)
- Berthold II, hertog van Zwaben (overleden 1111)
- Frederik I, hertog van Zwaben (overleden 1105)
- Hendrik III, hertog van Karinthië en markgraaf van Verona (overleden 1122)
- Michaël VII (Doukas), keizer van het Byzantijnse Rijk (overleden 1090)
- Olaf III ("de Vredige"), koning van Noorwegen (overleden 1093)
- Peter de Kluizenaar, Frans kruisvaardersleider (overleden 1115)
- Svjatopolk II, grootvorst van het kievse Rijk (overleden 1113)
- Wiprecht II, markgraaf van Meißen en Neder-Lausitz (overleden 1124)

## Overleden
- Alferius (~119), Italiaans kloosterstichter
- Anund Jacob (~50), koning van Zweden
- Arlette van Falaise (~35), moeder van Willem de Veroveraar
- Rodulfus Glaber, Bourgondisch geschiedschrijver (waarschijnlijke datum)
- Rutger I (~80), graaf van Kleef (r. 1033 - 1050) (waarschijnlijke datum)
- Zoë Porphyrogenita (~71), keizerin van het Byzantijnse Rijk